# Arian Nachbar
Arian Nachbar est un patineur de vitesse sur piste courte allemand né le 6 janvier 1977 à Rostock.

## Biographie
Il participe aux Jeux olympiques de 1998, 2002 et 2006. Son meilleur classement est une 7e place au relais en 2006 aux côtés de Thomas Bauer, André Hartwig, Tyson Heung et Sebastian Praus.
Il remporte aux Championnats d'Europe de patinage de vitesse sur piste courte la médaille d'argent en 2005.